# Więzadło skokowo-strzałkowe tylne

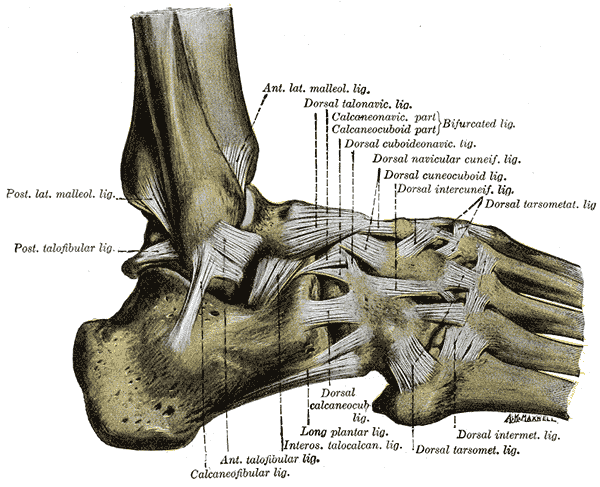
Więzadła stopy – widok z boku. Więzadło skokowo-strzałkowe tylne (post. talofibular lig) znajduje się w centrum grafiki, po stronie lewej.

Więzadło skokowo-strzałkowe tylne (łac. ligamentum talofibulare posterius) – w anatomii człowieka jedno z więzadeł stawu skokowego górnego. Więzadło przyczepia się do tylnego brzegu kostki bocznej, biegnie poziomo. Przyczep końcowy znajduje się na guzku bocznym wyrostka tylnego kości skokowej.